# Heckler & Koch
Heckler & Koch GmbH (viết tắt là H & K) (phát âm tiếng Đức: [ˌhɛklɐ ʔʊnt ˈkɔx]) là một công ty vũ khí nổi tiếng của Đức, chuyên sản xuất các loại súng ngắn, súng tiểu liên, súng trường, súng bắn tỉa và súng phóng lựu. Công ty này nằm ở Oberndorf thuộc bang Baden-Württemberg, và cũng có các chi nhánh tại Vương quốc Anh, Pháp và Hoa Kỳ.
Tập đoàn Heckler & Koch bao gồm Heckler & Koch GmbH, Heckler & Koch Defense, NSAF Ltd., và Heckler & Koch France SAS. Phương châm của công ty là "Keine Kompromisse!" (Không thỏa hiệp!). HK cung cấp vũ khí cho nhiều đơn vị quân sự và bán quân sự, như SAS, KMar, Biệt kích Hải quân Hoa Kỳ SEAL, Lực lượng Delta, HRT, Lực lượng Đặc nhiệm 2 của Canada, KSK, GSG 9 và nhiều lực lượng khác.
Một số sản phẩm đáng chú ý của HK bao gồm tiểu liên MP5, UMP, súng trường chiến đấu G3, HK53, súng trường tấn công HK433, G36, HK416, súng máy MG4, HK21, súng phòng vệ cá nhân MP7, súng ngắn USP và súng trường bắn tỉa PSG1 có độ chính xác cao. Tất cả các khẩu súng của HK được đặt tên theo một tiền tố và tên gọi chính thức, với hậu tố được sử dụng cho các biến thể.
HK có một lịch sử sử dụng các tiến bộ trong chế tạo vũ khí, chẳng hạn như việc sử dụng các bộ phận làm từ polyme trong thiết kế vũ khí và việc sử dụng một thanh ray dùng để gắn đèn pin trên súng ngắn. HK cũng phát triển súng trường đa năng hiện đại, có độ chính xác cao, tăng sơ tốc đầu nòng và tuổi thọ của nòng. Không phải tất cả các thiết kế công nghệ đầy tham vọng của HK đều trở thành sản phẩm thương mại thành công (ví dụ, súng trường quân sự G11 tiên tiến nhưng đã bị thất bại trên thị trường, là khẩu súng đầu tiên bắn đạn không vỏ).

## Lịch sử
Với sự thất bại của Đức vào cuối Thế chiến II, Oberndorf đã dưới quyền kiểm soát của Pháp, và toàn bộ nhà máy Waffenfabrik Mauser AG đã bị tháo dỡ bởi lực lượng chiếm đóng của Pháp. Tất cả hồ sơ nhà máy đã bị phá hủy theo lệnh của tổng tư lệnh quân đội Pháp. Năm 1948, ba cựu kỹ sư Mauser là Edmund Heckler, Theodor Koch, và Alex Seidel, đã cứu những gì họ có thể từ nhà máy và sử dụng những gì họ đã cứ được để thành lập một nhà máy, được gọi là Cơ quan Kỹ thuật Heckler & Co.
Ngày 28 tháng 12 năm 1949, Cơ quan Kỹ thuật Heckler & Co đổi tên và được đăng ký chính thức là Heckler & Koch GmbH. Ban đầu, công ty này sản xuất công cụ máy móc, phụ tùng xe đạp và máy may, máy đo và các vật liệu khác.
Năm 1956, Heckler & Koch nhận được yêu cầu từ chính phủ Tây Đức trong việc tìm kiếm một khẩu súng trường mới cho Bundeswehr (Quân đội Liên bang Đức) với đề xuất súng trường  và học đã giới thiệu khẩu G3, dựa trên khẩu CETME của Tây Ban Nha. Chính phủ Đức đã trao cho Heckler & Koch hồ sơ dự thầu và đến năm 1959 đã tuyên bố G3 là súng trường tiêu chuẩn của Bundeswehr. Năm 1961, Heckler & Koch phát triển súng máy đa năng sử dụng cỡ đạn 7,62×51mm HK21, dựa trên súng trường G3.
Năm 1966, Heckler & Koch giới thiệu khẩu súng tiểu liên HK54, sau đó được đưa vào biên chế vào năm 1969 với cái tên mới là MP5. Hai năm sau, công ty đã giới thiệu súng trường tấn công HK33 5,56×45mm, một phiên bản nhỏ hơn của súng trường G3, sử dụng loại đạn 5,56mm NATO.

### Đa dạng hóa
Năm 1974, Heckler & Koch đa dạng hóa thành hai lĩnh vực khác là Thực thi pháp luật và phòng thủ và Thể thao và săn bắn. Kể từ đó, HK đã thiết kế và sản xuất hơn 100 loại vũ khí và thiết bị khác nhau cho các tổ chức thực thi pháp luật và quân đội cũng như các cuộc thi bắn súng và thể thao săn bắn.
Năm 1990, Heckler & Koch đã hoàn thành hai thập kỷ phát triển hệ thống vũ khí mang tính cách mạng của họ và sản xuất các nguyên mẫu của khẩu HK G11. Công ty cũng sản xuất các nguyên mẫu của súng trường quân sự HK G41 dành cho Bundeswehr. Do bầu không khí chính trị quốc tế vào thời điểm đó (Đông và Tây Đức thống nhất và cắt giảm ngân sách quốc phòng), công ty không thể đảm bảo các hợp đồng được tài trợ từ chính phủ Đức để hỗ trợ sản xuất một trong hai hệ thống vũ khí và trở nên dễ bị tổn thương về tài chính. Năm sau, Heckler & Koch được bán cho British Aerospace thuộc Royal Ordnance.
Trong năm 1994 và 1995, chính phủ Đức đã trao hợp đồng cho Heckler & Koch để sản xuất một khẩu súng trường tấn công tiêu chuẩn mới cho Bundeswehr. Heckler & Koch đã phát triển và sản xuất Project HK50, súng trường tấn công polymer gia cố bằng sợi carbon nhẹ, trở thành súng trường tấn công HK G36. Ngoài ra, Heckler & Koch đã sản xuất HK P8 có nguồn gốc từ một biến thể của loạt súng ngắn Universelle Selbstladepistole (USP) (được sản xuất từ năm 1989). P8 được sử dụng làm súng ngắn tiêu chuẩn cho Bundeswehr năm 1994 và G36 năm 1995.
Là kết quả của sự hợp nhất năm 1999 giữa British Aerospace và Hệ thống điện tử Marconi, Heckler & Koch thuộc sở hữu của BAE Systems và ký hợp đồng tân trang súng trường SA80 cho Quân đội Anh. Hợp đồng này đòi hỏi một chương trình sửa đổi cho loạt súng trường SA80 để giải quyết một số vấn đề về độ tin cậy của nó. Năm 2002, BAE Systems đã tái cấu trúc và bán Heckler & Koch cho một nhóm các nhà đầu tư tư nhân, người đã tạo ra công ty cổ phần của Đức HK Beteiligungs GmbH.
Năm 2003, tổ chức kinh doanh của HK Beteiligungs GmbH đã tái cấu trúc thành Heckler & Koch Jagd und Sportwaffen GmbH (HKJS) và việc kinh doanh của công ty được tách ra thành hai lĩnh vực kinh doanh tương tự như khu vực nhiệm vụ kinh doanh năm 1974 là Bảo vệ và Thực thi pháp luật và Thể thao.
Vào năm 2004, Heckler & Koch đã được trao một hợp đồng súng ngắn lớn cho DHS, trị giá 26,2 triệu đô la tiềm năng cho tối đa 65.000 khẩu súng ngắn. Hợp đồng này được xếp hạng là hợp đồng mua sắm súng ngắn lớn nhất trong lịch sử thực thi pháp luật Hoa Kỳ.

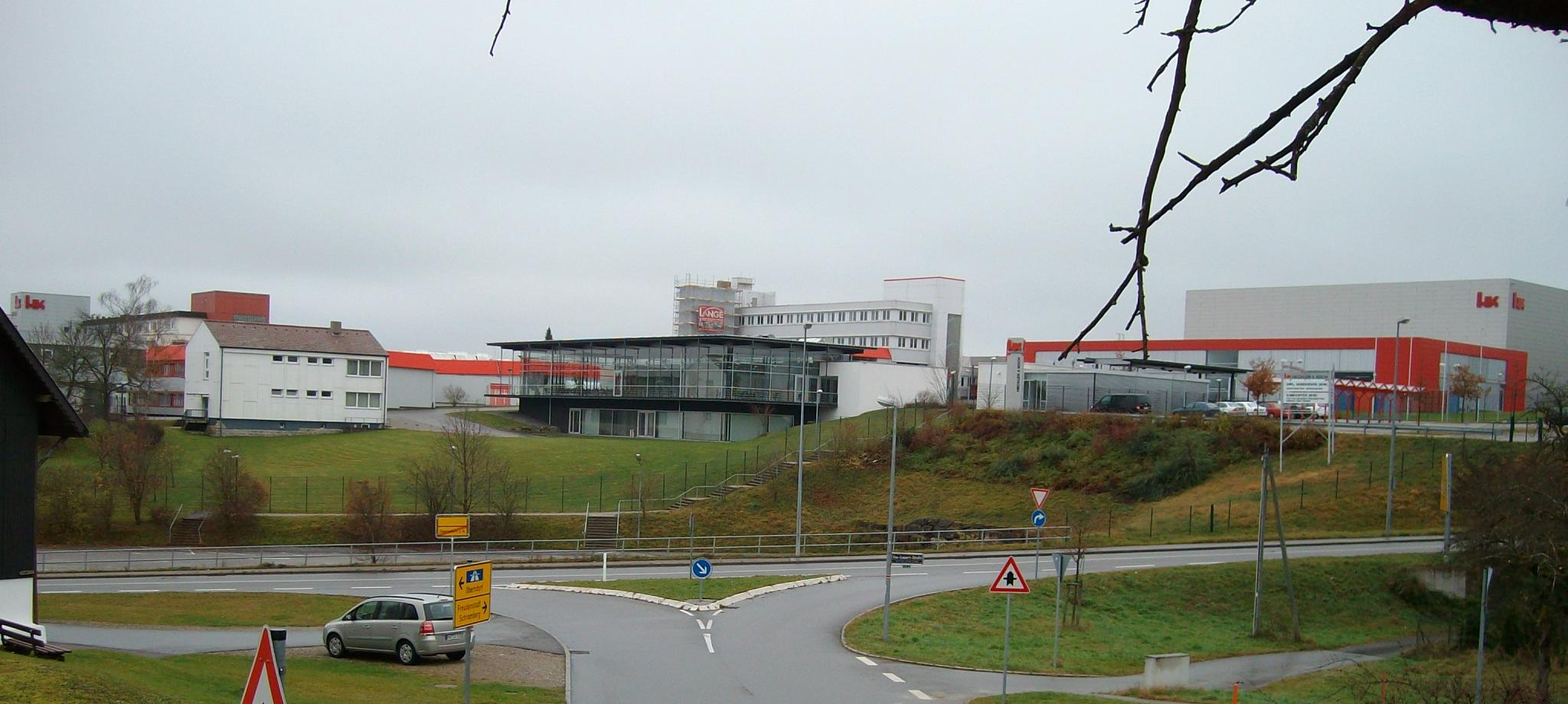
Công ty Heckler & Koch ở Oberndorf am Neckar.

HK đã được Quân đội Hoa Kỳ ký hợp đồng sản xuất hệ thống phụ động năng của Vũ khí chiến đấu cá nhân (XM29 OICW), một kế hoạch thay thế cho tổ hợp súng phóng lựu M16/M203. OICW được thiết kế để bắn đạn 5.56mm và lựu đạn 25mm. Thành phần năng lượng động học cũng được phát triển riêng biệt như XM8, mặc dù cả OICW và XM8 hiện đang bị đình chỉ vô thời hạn.
Heckler & Koch đã phát triển một biến thể của Colt M4, được bán trên thị trường với tên HK416. HK đã thay thế hệ thống va đập trực tiếp được sử dụng bởi thiết kế của Stoner trên M16 ban đầu bằng cơ chế nạp đạn bằng khí nén.
Không có dấu hiệu nào cho thấy nó sẽ được Lực lượng Vũ trang Hoa Kỳ chấp nhận ngoài Quân đoàn Thủy quân lục chiến là M27 IAR, nhưng Lực lượng Delta tinh nhuệ và các đơn vị hoạt động đặc biệt khác vẫn sử dụng HK416 trong chiến đấu, và Thượng nghị sĩ Oklahoma Tom Coburn đã kêu gọi "cạnh tranh tự do và cởi mở" để xác định xem quân đội có nên mua HK416 hay tiếp tục sử dụng M4 Carbine hay không. Bộ trưởng Bộ Lục quân Pete Geren đã đồng ý vào tháng 7 năm 2007 để tổ chức một cuộc thử nghiệm đưa M4 cạnh tranh với HK416 và XM8 của HK, cũng như thiết kế súng trường tấn công SOF Combat Assault (SCAR) của đối thủ Fabrique Nationale trong môi trường khắc nghiệt. Coburn đã đe dọa sẽ ngừng ủng hộ Thượng viện Geren nếu không đồng ý thử nghiệm. HK XM8 và FN SCAR có ít lần kẹt đạn nhất trong thử nghiệm, tiếp theo là HK416, trong khi M4 bị kẹt đạn nhiều nhất. Năm 2007, Quân đội Na Uy đã trở thành quân đội đầu tiên trang bị HK416 dưới dạng súng trường tiêu chuẩn.
HK bán súng ngắn của họ ở Hoa Kỳ cho cả thị trường thực thi pháp luật và dân sự. Công ty có các chi nhánh tại Virginia, New Hampshire và Georgia.

## Cáo buộc
HK đã bị cáo buộc vận chuyển vũ khí cỡ nhỏ đến các vùng xung đột như Bosnia và Nepal và đã cấp vũ khí cho chính phủ có nhân quyền kém như Sudan, Thái Lan và Miến Điện. Có ý kiến cho rằng công ty đã trốn tránh một cách hiệu quả khỏi EU khi những nước được cấp phép này bán vũ khí HK cho các khu vực xung đột bao gồm Indonesia, Sri Lanka và Sierra Leone.
Theo tờ báo Stuttgarter Nachrichten (31 tháng 8 năm 2011), một kho vũ khí chứa lượng lớn súng trường tấn công G36 rơi vào tay phiến quân trong cuộc tấn công vào tháng 8 năm 2011 của Muammar Gaddafi ở Tripoli. Không rõ có bao nhiêu khẩu được xuất khẩu sang Libya và được xuất khẩu bởi ai.

### Buôn bán vũ khí trái phép cho Mexico
Sau 10 tháng xét xử, vào ngày 21 tháng 2 năm 2019, Heckler & Koch và hai nhân viên cũ đã bị tòa án Đức kết án bán vũ khí bất hợp pháp cho chính phủ Mexico không tuân thủ các luật về nhân quyền. Để đạt được việc buôn bán, hai nhân viên (giám đốc Sahlmann và nhân viên hành chính Beuter) đã phải sử dụng giấy phép gian lận trong việc bán 4.700 khẩu súng trường và đạn dược. Một số trong những vũ khí này, như súng trường Heckler & Koch G36, đã được sử dụng trong các hành vi bạo lực và hình sự của các tập đoàn cảnh sát.
Lần đầu tiên là vào ngày 11 tháng 12 năm 2011, khi một nhóm các sĩ quan cảnh sát liên bang, tiểu bang và địa phương chống lại các sinh viên và các tổ chức nông dân của Cao đẳng Sư phạm nông thôn Ayotzinapa, trong đó súng trường đã được sử dụng để giải tán một đám đông trên Quốc lộ Liên bang 95D Mexico và đã làm cho hai sinh viên Jorge Alexis Herrera và Gabriel Echeverría de Jesús thiệt mạng. Theo báo cáo của các phương tiện truyền thông, tại hiện trường vụ án đã tìm thấy được loại đạn có cỡ nòng 7.62, được sử dụng trên súng trường Heckler & Koch G3.
Lần thứ hai là trong Vụ thảm sát Iguala 2014 vào ngày 26 đến 27 tháng 9 năm 2013 khi lực lượng cảnh sát Iguala dùng súng trường HK nổ súng vào những học sinh của trường Cao đẳng Sư phạm nông thôn Ayotzinapa và những người khác.
Sau khi làm việc giữa các tổ chức xã hội dân sự và nhân quyền ở Mexico và Đức, Tòa án tỉnh Stuttgart đã ban hành án phạt 3,7 triệu euro cho công ty và đình chỉ án cho hai nhân viên liên quan. Người phát ngôn của Tổng thống Cộng hòa Mexico, Jesús Ramírez Cuevas, nói rằng số tiền phạt nên dành cho các nạn nhân và gia đình của họ.

## Chữ viết tắt của HK
Định dạng: Viết tắt = Văn bản tiếng Đức
- A = Ausführung ("phiên bản")
- G = Gewehr ("súng trường")[33]
- K = Kurz ("ngắn") sử dụng cho súng ngắn và súng tiểu liên hoặc Karabiner ("Carbine") cho súng trường và súng trường chiến đấu.[34]
- AG = Viết tắt của Anbau-Gerät ("thiết bị đính kèm") hoặc Anbaugranatwerfer ("lựu đạn phóng kèm theo").
- GMG = Granatmaschinengewehr ("súng máy phóng lựu").[35]
- GMW = Granatmaschinenwaffe (súng phóng lựu tự động).[36]
- MG = Maschinengewehr ("súng máy").[35]
- MP = Maschinenpistole ("súng tiểu liên" hoặc "súng ngắn liên thanh").[37]
- PSG = Präzisionsschützengewehr ("súng trường bắn tỉa chính xác").[38]
- PSP = Polizei-Selbstlade-Pistole ("súng ngắn của cảnh sát").[39]
- SD = Schalldämpfer ("giảm âm", "nòng giảm thanh");[40] Trong trường hợp của MP5 có nòng giảm thanh tách rời, trong trường hợp của USP, một nòng mở rộng để gắn nòng giảm thanh.
- SG = Scharfschützengewehr ("súng trường bắn tỉa").[41]
- SL = Selbstlader ("tự nạp đạn").[42]
- UMP = Universale Maschinenpistole ("súng tiểu liên phổ thông").[43]
- UCP = Súng ngắn chiến đấu phổ thông
- USC = Súng Carbine phổ thông tự nạp
- USP = Universale Selbstladepistole ("súng ngắn phổ thông nạp đạn tự động").[44]
- VP = Volkspistole ("khẩu súng ngắn của mọi người").
- ZF = Zielfernrohr ("kính thiên văn, kính ngắm").[45]